# Ulica Stefana Czarnieckiego w Stargardzie

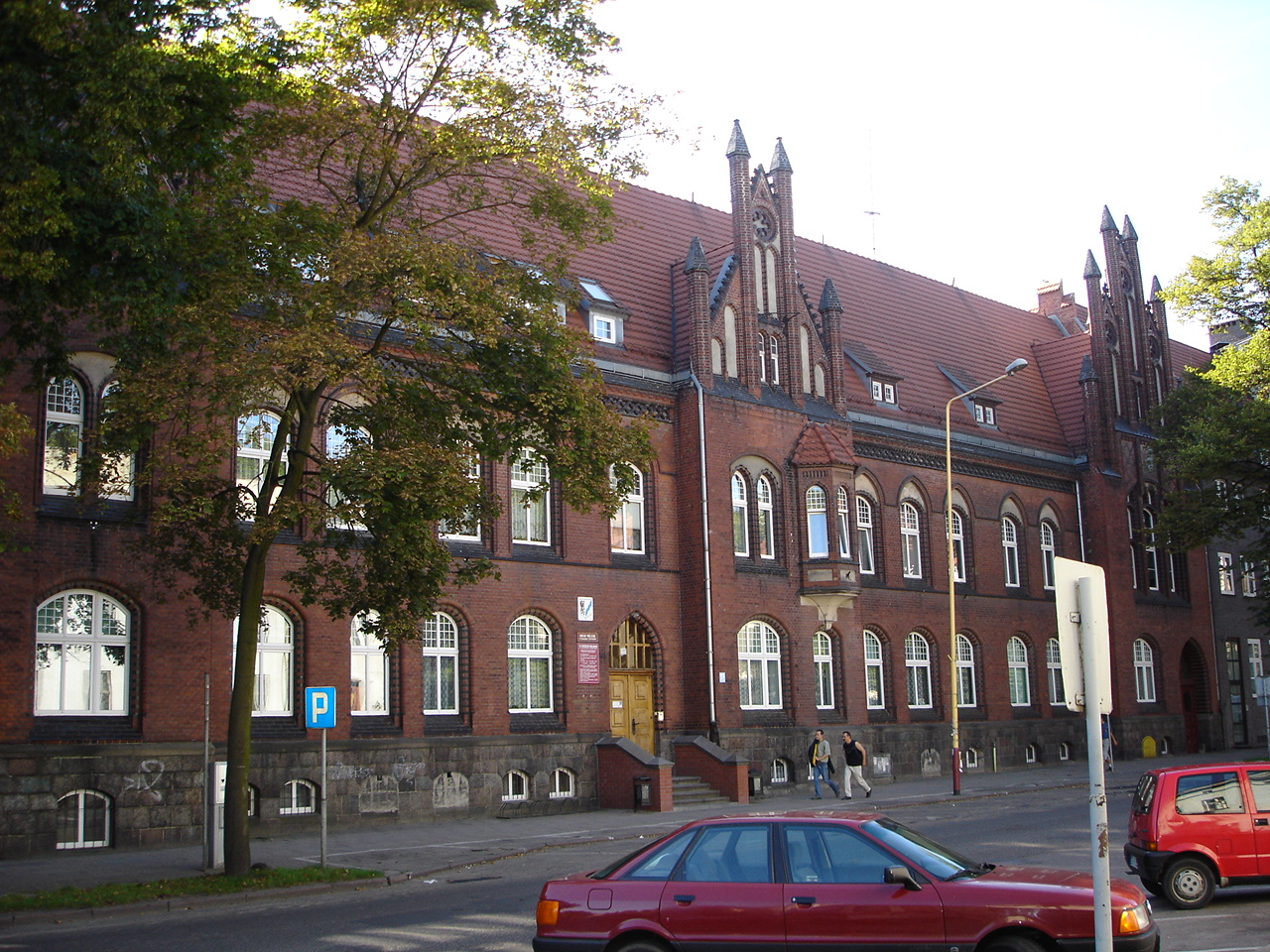
Urząd Miejski

Ulica Czarnieckiego w Stargardzie (d. Jobststr., Hindenburgstr., Roli-Żymierskiego, Przodowników Pracy) – jedna z głównych ulic miasta, mierzy ok. 0,6 km, wiedzie od Pl. Wolności w kierunku południowo-wschodnim do placu św. Ducha.
Pierwotnie ulica nosiła wspólną nazwę z ul. Piłsudskiego (Jobststr.), w latach 30. XX wieku wydzielono ten fragment i nadano mu nazwę Hindenburgstr. Następnie po przejęciu Stargardu przez polską administrację ulicę przemianowano na Roli-Żymierskiego, a niedługo potem na Przodowników Pracy. Jeszcze przed upadkiem socjalizmu nazwę zmieniono na obecną.
Zabudowę ulicy stanowią: po stronie wschodniej reprezentacyjne wille, po zachodniej zaś kamienice oraz współczesne kilkupiętrowe budynki.
Przy ul. Czarnieckiego znajdują się Urząd Miejski, Prokuratura Rejonowa, Powiatowa Stacja Sanitarno-Epidemiologiczna, stacja Pogotowia Ratunkowego, Hotel Spichlerz, liczne banki i lokale rozrywkowo-usługowe, w tym Centrum Handlowe Rondo.
W pobliżu ulicy Czarnieckiego znajdują się: Brama Pyrzycka, Kościół św. Ducha, Cerkiew św. Piotra i Pawła, Wieża ciśnień.
Przez ulicę przebiegają liczne linie autobusowe MZK: 3, 3G, 4, 7, 8, 19, 22, 23, 28, 28B.